# ستيفان جورج
ستيفان جورج (بالألمانية: Stefan Georg)‏ هو لغوي ألماني، ولد في 7 نوفمبر 1962.